# 何國輝
何國輝，香港傳媒人，曾於多間媒體公司任職管理層，包括壹傳媒集團、星島新聞集團、電訊盈科媒體、《信報》及香港數碼廣播有限公司等，於香港傳媒界有「魔童」及「神童輝」的稱號
。

## 簡歷
何國輝早年於加拿大溫莎大學畢業，取得文學士學位。1984年畢業後回港，於邵氏公司當製片，其後投身廣告界，曾任職盛世廣告媒介部。1990年加入黎智英旗下的壹傳媒集團，任市場及營業總監，期間參與《壹週刊》業務並創辦多本雜誌，包括《壹本便利》、《忽然一周》及《飲食男女》；1995年擔任《蘋果日報》執行董事及行政總裁。2000年曾離開壹傳媒，投資於出版業務，半年後結業並返回壹傳媒，參與籌辦台灣《壹週刊》。2002年4月，加入星島新聞集團出任執行董事及雜誌集團行政總裁，監督《東Touch》、《Teens》、《電腦廣場》及《Jet》等雜誌業務，至2004年離任。
2005年，何國輝加盟李澤楷旗下的電訊盈科媒體，翌年離任並以獨立身份全權代表李澤楷洽購及接管《信報》。2010年7月，以個人事務為理由辭去《信報》行政總裁職務。
2008年1月，何國輝入股鄭經翰牽頭的雄濤廣播有限公司，向香港政府申請電台牌照。雄濤廣播其後獲發牌照，並易名香港數碼廣播有限公司；何國輝辭任《信報》後，擔任香港數碼廣播行政總裁。
2012年，香港数码广播有限公司爆发股东争拗，导致停播，并引发近七万群众聚集政府总部门口抗议香港数码广播被政治打压。何國輝與林旭华、郑经翰等人其后牵头成立D100数码电台，2012年12月17日租用壹传媒大楼启播。电台于2013年7月迁往数码港，目标听众为以香港人为主的全球华人，并拟设多个香港以外的在地广播电台，如香港裔澳洲人程思华负责的雪梨台。